# Dinochloa palawanensis
Dinochloa palawanensis är en gräsart som först beskrevs av James Sykes Gamble, och fick sitt nu gällande namn av Soejatmi Dransfield. Dinochloa palawanensis ingår i släktet Dinochloa och familjen gräs. Inga underarter finns listade i Catalogue of Life.